# NGC 1155
NGC 1155 (другие обозначения — MCG -2-8-35, MK 1064, IRAS02557-1033, PGC 11233) — линзообразная галактика (S0) в созвездии Эридан. Открыта Эдуаром Стефаном в 1876 году. Описание Дрейера: «очень тусклый, маленький объект, немного более яркий в середине, северо-восточный из двух». Под вторым объектом подразумевается NGC 1154, которая, по всей видимости, является физическим компаньоном NGC 1155. Галактика удаляется от Млечного Пути со скоростью 4645 км/с.
В галактике наблюдается повышенное ультрафиолетовое излучение, и потому её относят к галактикам Маркаряна. Причиной является всплеск звездообразования из-за взаимодействия галактик.
Этот объект входит в число перечисленных в оригинальной редакции «Нового общего каталога».